# Oberes Hölzertal
Oberes Hölzertal ist ein mit Verordnung des Regierungspräsidiums Stuttgart vom 4. September 1990 ausgewiesenes Naturschutzgebiet mit der Nummer 1.167. 

## Lage
Das Naturschutzgebiet befindet sich im Naturraum Schönbuch und Glemswald und liegt etwa 1500 Meter östlich von Magstadt im Tal des Rankbaches. Das Schutzgebiet ist Teil des FFH-Gebiets Nr. 7220-311 Glemswald und Stuttgarter Bucht und ist vollständig umgeben vom Landschaftsschutzgebiet Nr. 1.15.089 Glemswald. Das Naturschutzgebiet bildet zusammen mit dem Hölzersee einen Biotopverbund.

## Schutzzweck
Laut Verordnung ist der Schutzzweck
- die Erhaltung des landschaftlich reizvollen Oberen Hölzertales mit seinen Schilf- und Seggenbeständen, Hochstaudenfluren, nassen Wiesen und Gehölzen als wertvoller Lebensraum einer vielfältigen Flora und Fauna;
- die Erhaltung und Sicherung eines wertvollen Raumes für die zurückhaltende, ruhige und schonende Naherholung.

## Flora und Fauna
In den Feuchtgebieten des Oberen Hölzertales gedeihen die Pflanzenarten Trollblume, Teufelsabbiss und Pfeifengras. Im Gebiet fliegen die gefährdeten Schmetterlingsarten Großer Fuchs und Kleiner Schillerfalter.